# Антоска, Ник
Ник Антоска (англ. Nick Antosca; род. 23 января 1983 года) — американский сценарист, писатель, продюсер и кинорежиссёр. Написал такие романы, как «Огни» (2006), «Полуночный пикник» (2009) и «Подружка» (2013). Автор идеи и режиссёр телесериала ужасов «Нулевой канал» (2016—2018).

## Биография
Антоска родился в Новом Орлеане, штат Луизиана, а в настоящее время проживает в Лос-Анджелесе, штат Калифорния. Окончил Йельский университет в 2005 году.

### Карьера
Антоска писал в литературных журналах, газетах и на веб-сайтах, включая «The New York Sun», «n+1», «The Paris Review», «Nerve», «Hustler», «Film Threat», «The Barcelona Review», «Exotic Gothic» и «The Daily Beast».
Его первый роман, «Огни» (Fires), был выпущен в 2006 году. Вторая литературная работа, «Полуночный пикник» (Midnight Picnic), должна была быть опубликована Impetus Press, но небольшой издатель закрылся под финансовым давлением осенью 2008 года. Word Riot Press вмешалась позже, и роман был официально опубликован в 2009 году. Позднее написал новеллы «Тучный» (The Obese) и «Ритуал Палача» (The Hangman’s Ritual). Также Антоска написал сборник рассказов «Игра подружки» (The Girlfriend Game), который был опубликован в 2013 году.
Как телевизионный сценарист, он создал сериал ужасов для Syfy «Нулевой канал». Он также был сопродюсером 13 эпизодов сериала ужасов «Ганнибал». До этого он написал сценарии для сверхъестественного драматического сериала MTV «Волчонок», военного драматического сериал ABC «Последняя надежда» и фантастического приключенческого сериал NBC «Верь».
Антоска несколько лет сотрудничал в области сценариев с романистом Недом Виззини, который умер в 2013 году.
В марте 2015 года он был назван сценаристом предстоящего фильма «Пятница, 13-е». Однако, когда был выбран новый режиссёр, сценарий Антоски был отложен, а для написания черновика был нанят новый сценарист. В начале 2017 года проект был полностью свернут.
В январе 2019 года стало известно, что Ник Антоска поможет Дону Манчини запустить сериал «Чаки» на телеканале Syfy.

## Фильмография

### Сценарист

#### Телевизионные проекты
- «Волчонок» (2012)
- «Последняя надежда» (2012)
- «Верь» (2014)
- «Игрок» (2015)
- «Ганнибал» (2015)
- «Нулевой канал» (2016—2018)
- «Притворство» (2019)
- «Новый вишнёвый вкус» 2021
- «Чаки» (2021)
- «Кэнди» (2022)

#### Фильмы
- «Лес призраков» (2016)
- «Оленьи рога» (2021)